# Harold Van de Perre
Harold Van de Perre (Ninove, 1 januari 1937) is een Vlaams beeldend kunstenaar, bekend voor het ontwerpen van mozaïeken en glas-in-lood ramen.
Van de Perre woont en werkt als kunstenaar in Dendermonde. Hij studeerde af aan het Hoger Instituut Sint-Lucas Gent, richting monumentale kunsten, specialisatie glasraamkunst en mozaïek. Van 1963 tot 1997 was hij leraar beeldende kunsten aan het Hoger Instituut Sint-Lucas Gent.

## Glasramen
Hij volgde stage als glasraamkunstenaar op het atelier Oidtmann te Linnich (Duitsland). Monumentale glasramen naar zijn ontwerpen zijn onder meer te vinden in kerken en kapellen te Dendermonde, Ninove, Oudenaarde, Diksmuide, Brugge, Gent, Tongeren, Sint-Martens-Latem, Nederboelare, Antwerpen, Lille, Aarschot en Zwijndrecht. Ook in Duitsland te Meschede, abdij van Königsmünster, en in de Nederlandse Antillen in de kathedraal van de hoofdstad. Verder ook in Nederland te St. Willebrord.

## Galerij

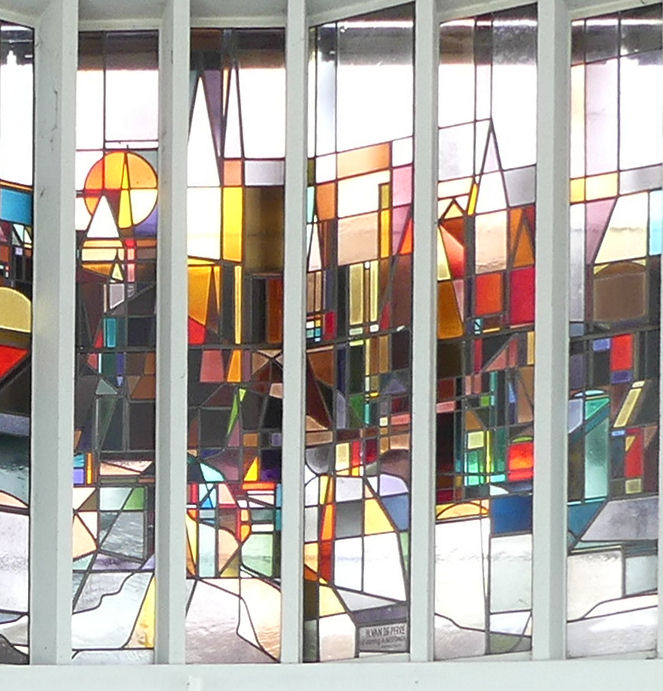
Station van Sint-Niklaas, uitvoering Albert Mestdagh.
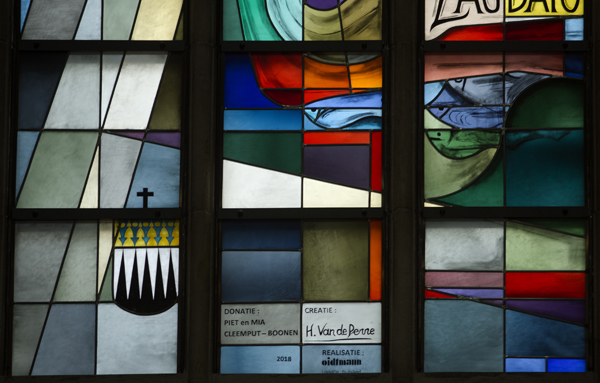
Raam in de Sint-Baafskathedraal in Gent, met signatuur.
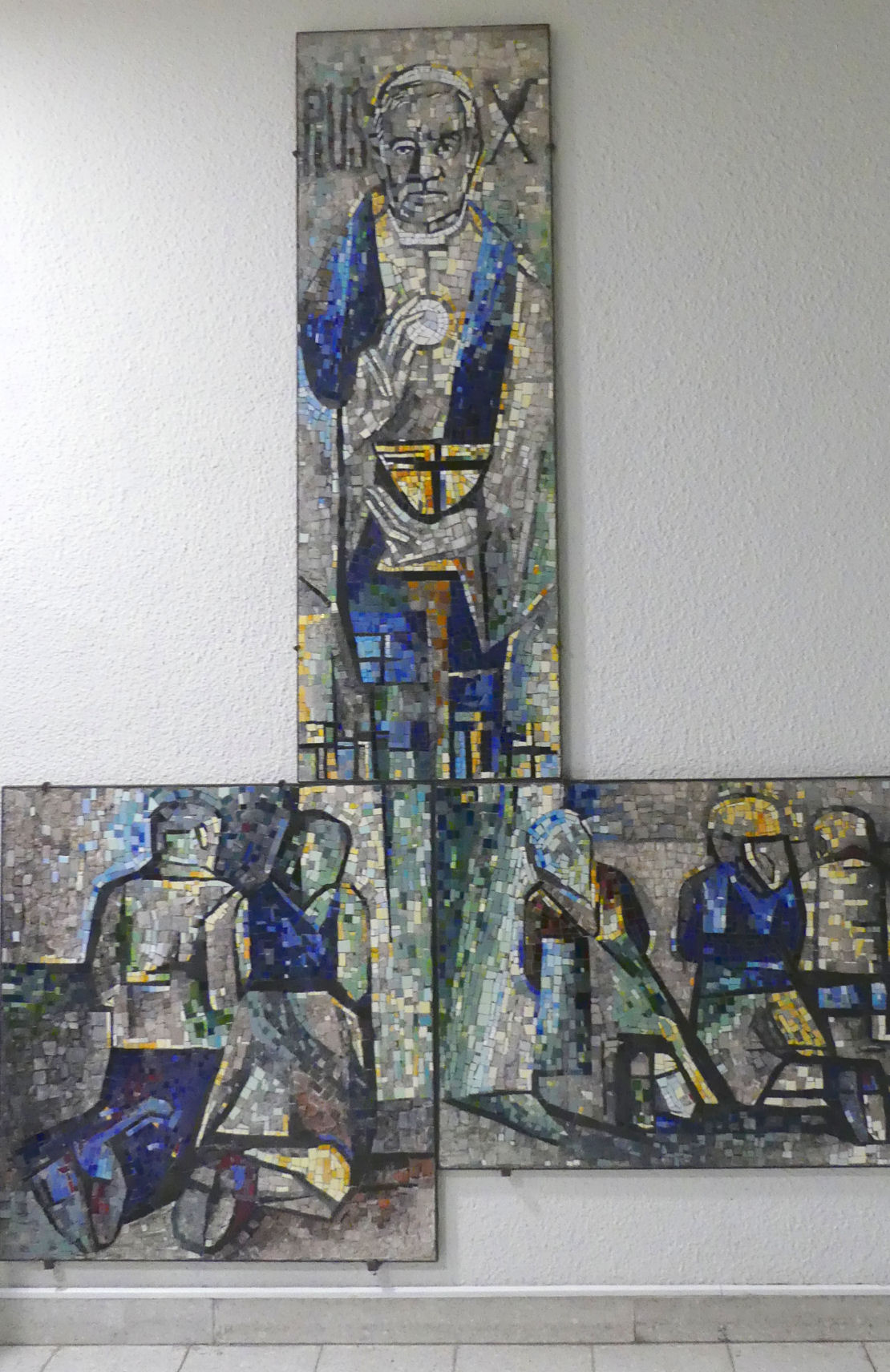
Kapel van Priester Poppe, Moerzeke.
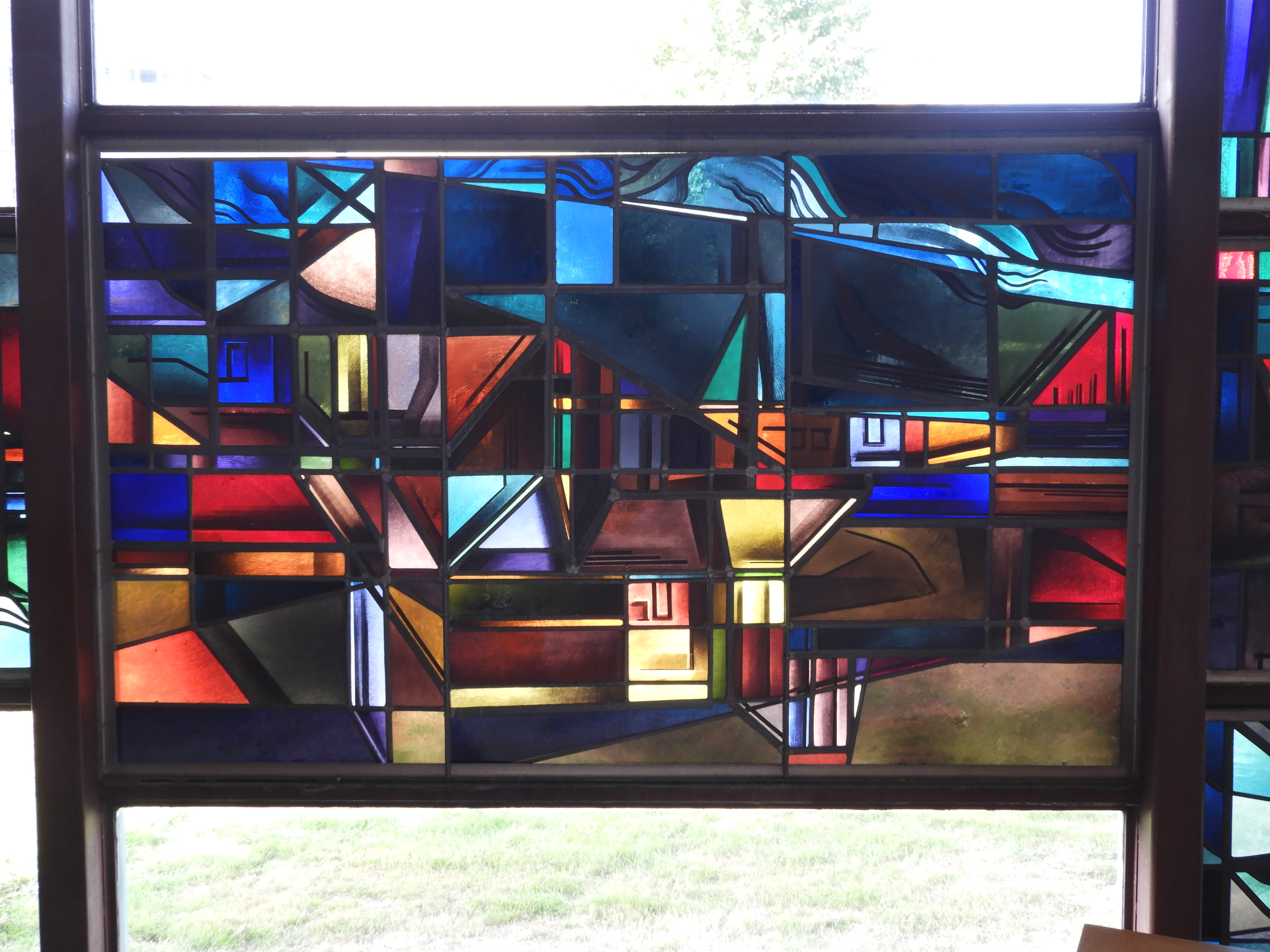
Ziekenhuiskapel, UGent
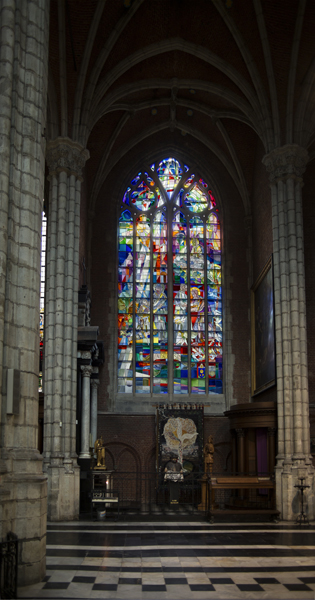
Sint-Baafskathedraal
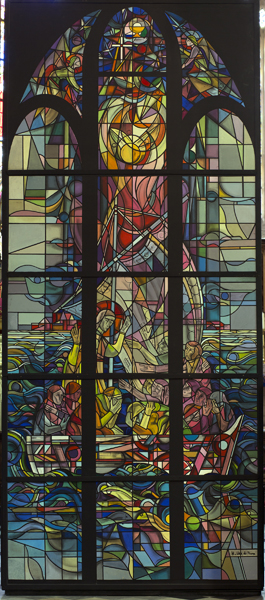
Dendermonde

## Tekeningen, pastels, aquarellen
Van de Perre maakte tekeningen en pastels, op grote formaten, over het landschap, de vrouw, het kind, het portret. Deze werken berusten in privaatcollecties.
Tevens schilderde hij aquarellen met mythische landschappen over Vlaanderen en bereisde landen, die zich eveneens bevinden zich in privaatcollecties in binnen- en buitenland.

## Cultuurwerk teSint-Petersburg
Van 1993 tot op heden was hij lid van de ‘Internationale Stichting De Renaissance van Sint Petersburg’. Hij was gastdocent aan de Academie voor Beeldende Kunsten, het Repin-Instituut (Санкт-Петербургская академия художеств имени Ильи Репина) en de Alexander Herzen Universiteit (Российский государственный педагогический университет имени А. И. Герцена). Vanaf 1993 was hij er organisator van jaarlijkse zomertentoonstellingen "Vlaamse Kunst Vandaag" te Sint Petersburg, en van "Russische kunst in Vlaanderen".

## Onderscheidingen
Zijn 3 tv-producties werden bekroond te Tokyo, Monte Carlo, en Parijs. In 1996 was hij Cultureel ambassadeur van de Vlaamse regering voor zijn projecten Vlaanderen-Sint-Petersburg. In 1998 ontving hij het eredoctoraat aan de Alexander Herzen Universiteit te Sint-Petersburg voor zijn werk als kunstenaar, kunstpedagoog en cultureel ambassadeur. In 2001 werd hij "Ereprofessor aan de Academie voor Beeldende Kunsten van Rusland" te Sint-Petersburg. En in 2002 werd hij onderscheiden met de Orde van de Vlaamse Leeuw voor zijn bijdrage aan de culturele uitstraling in binnen- en buitenland.

## Publicaties
- Hij illustreerde het Groot Gezinsverzenboek van Jozef Deleu in 1976.
- Sinds 1977 geeft hij voordrachten in Vlaanderen en in het buitenland over schilderkunst o.a. Rubens, Van Eyck en Bruegel. Hieruit ontstonden de gelijknamige publicaties en tv-producties.
- Rubens profeet van moderne kunst, Elsevier-Librico 1984, (ook vertaald in het Frans), bekroond met de Provinciale prijs voor essay van de Provincie Oost-Vlaanderen in 1988.
- Jeanne De Dijn, reizen naar binnen, Dendermonde, 1994.
- Van Eyck, Het Lam Gods, het mysterie schoonheid. 1996 uitgave van Lannoo (Vlaanderen-Nederland), GEV (Duitsland), Gallimard (Frankrijk), Leonardo Arte (Italië), Electa (Spanje).
- Breugel, ziener voor alle tijden Davidsfonds, 2007